# Diloboderus abderus
Diloboderus abderus är en skalbaggsart som beskrevs av Sturm 1826. Diloboderus abderus ingår i släktet Diloboderus och familjen Dynastidae. Inga underarter finns listade i Catalogue of Life.

## Bildgalleri

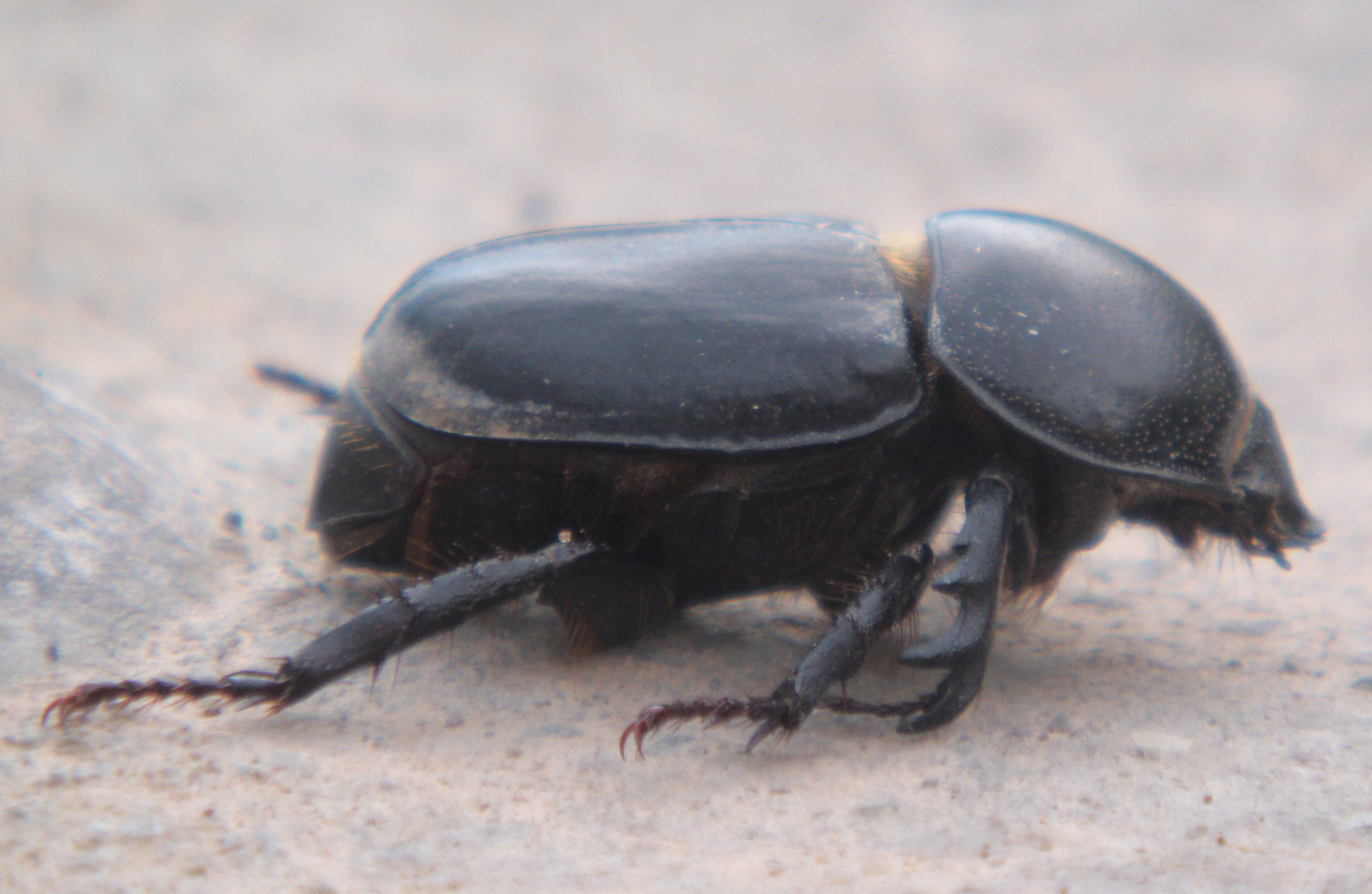
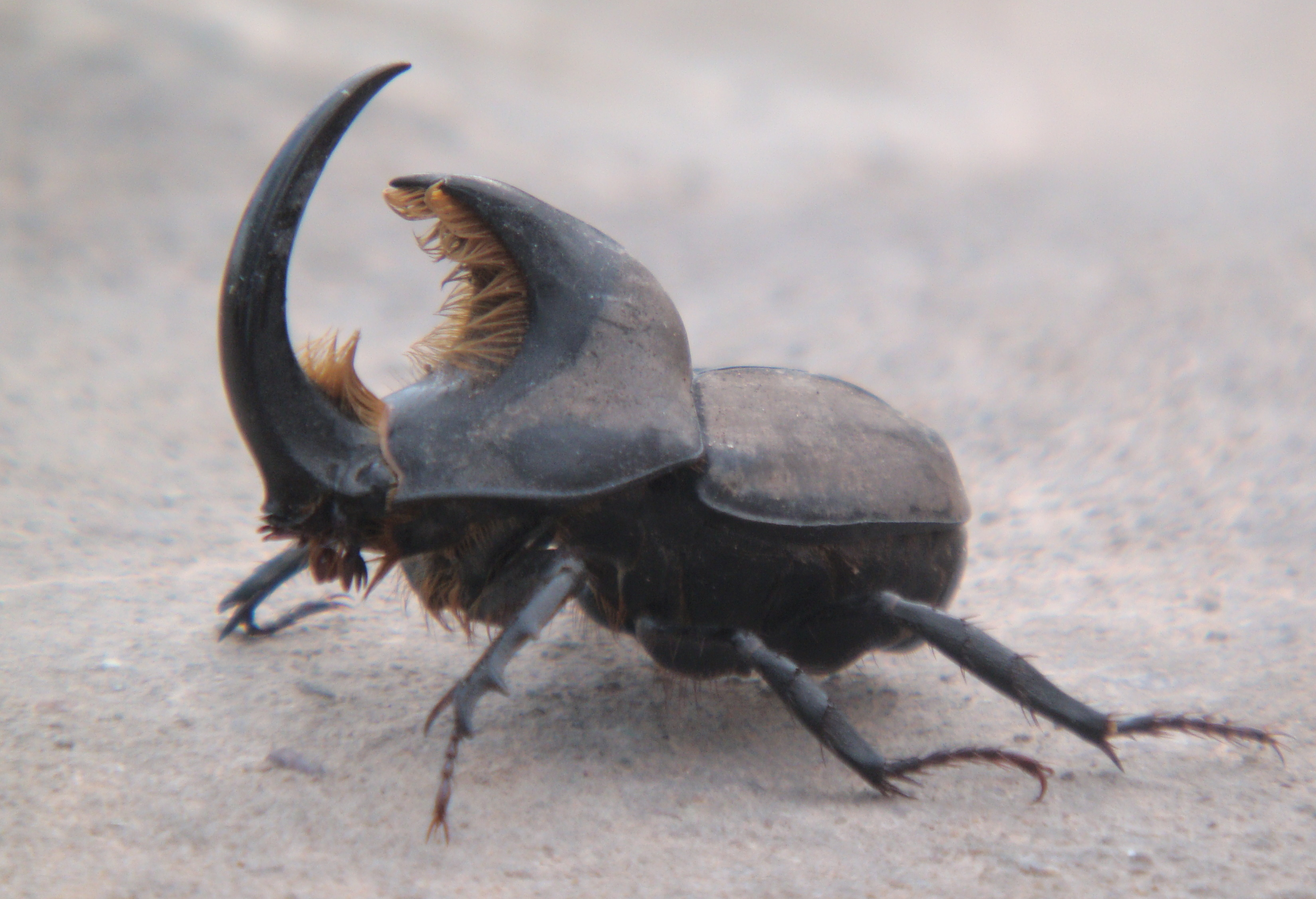
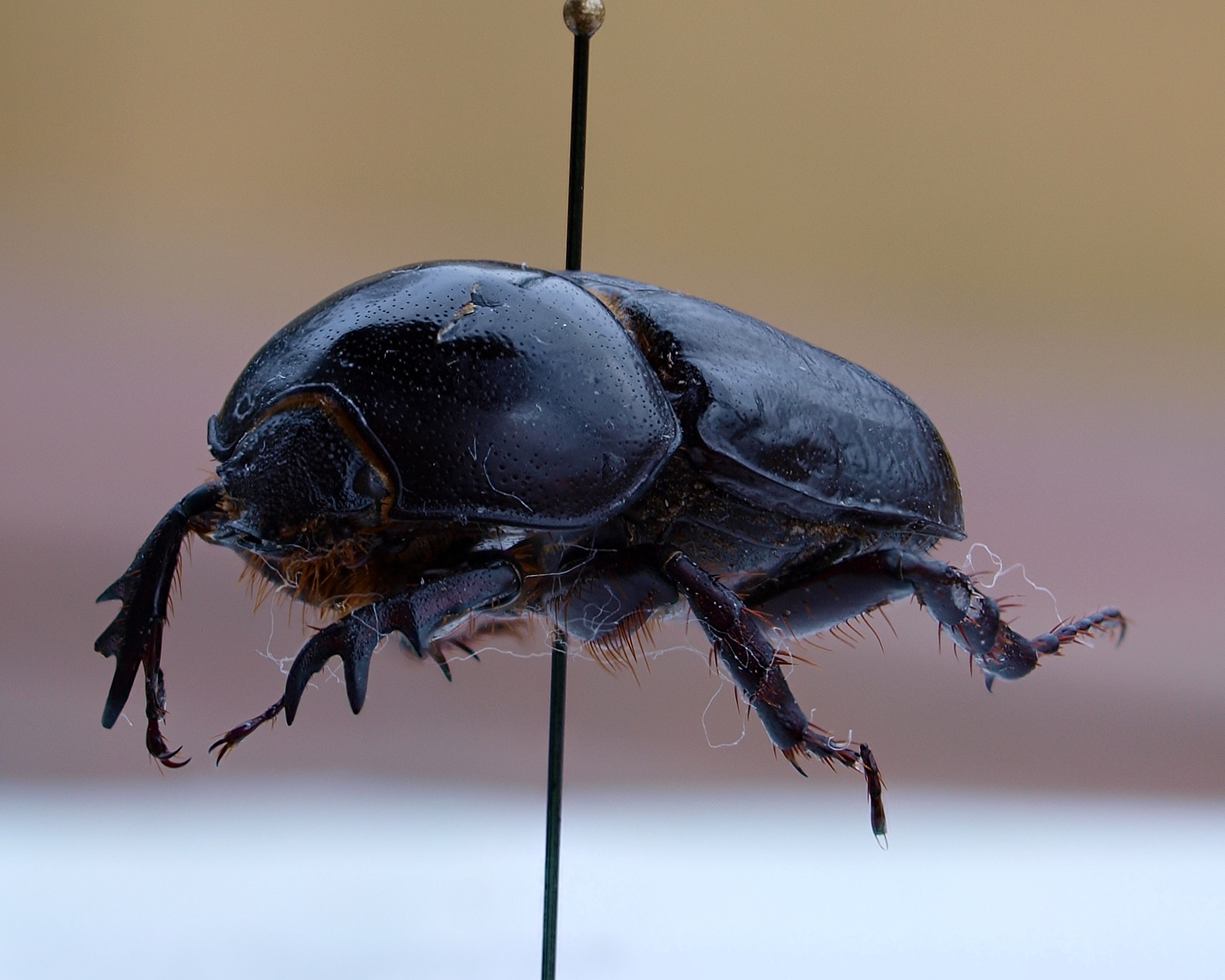
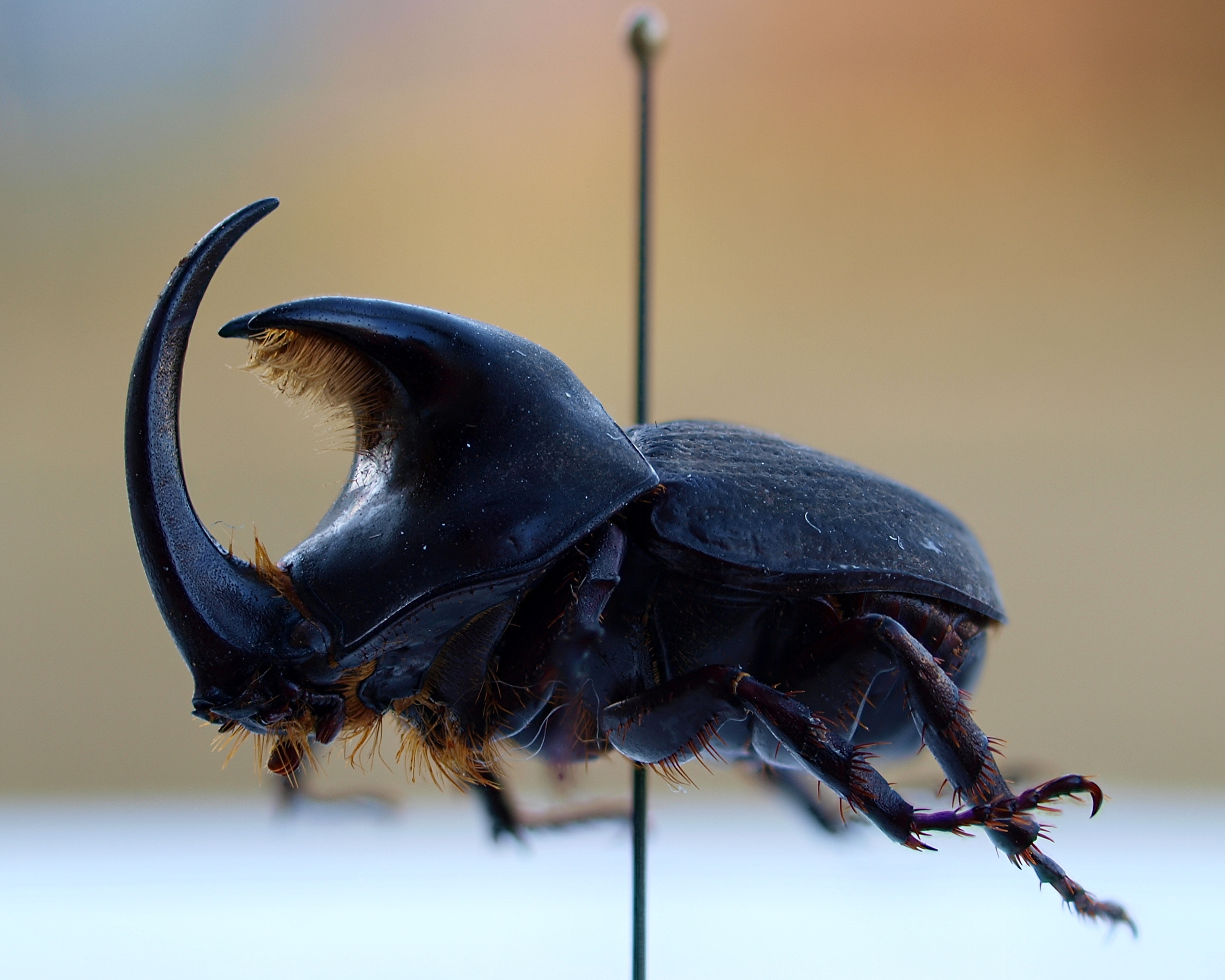